# Tereza Mihalíková

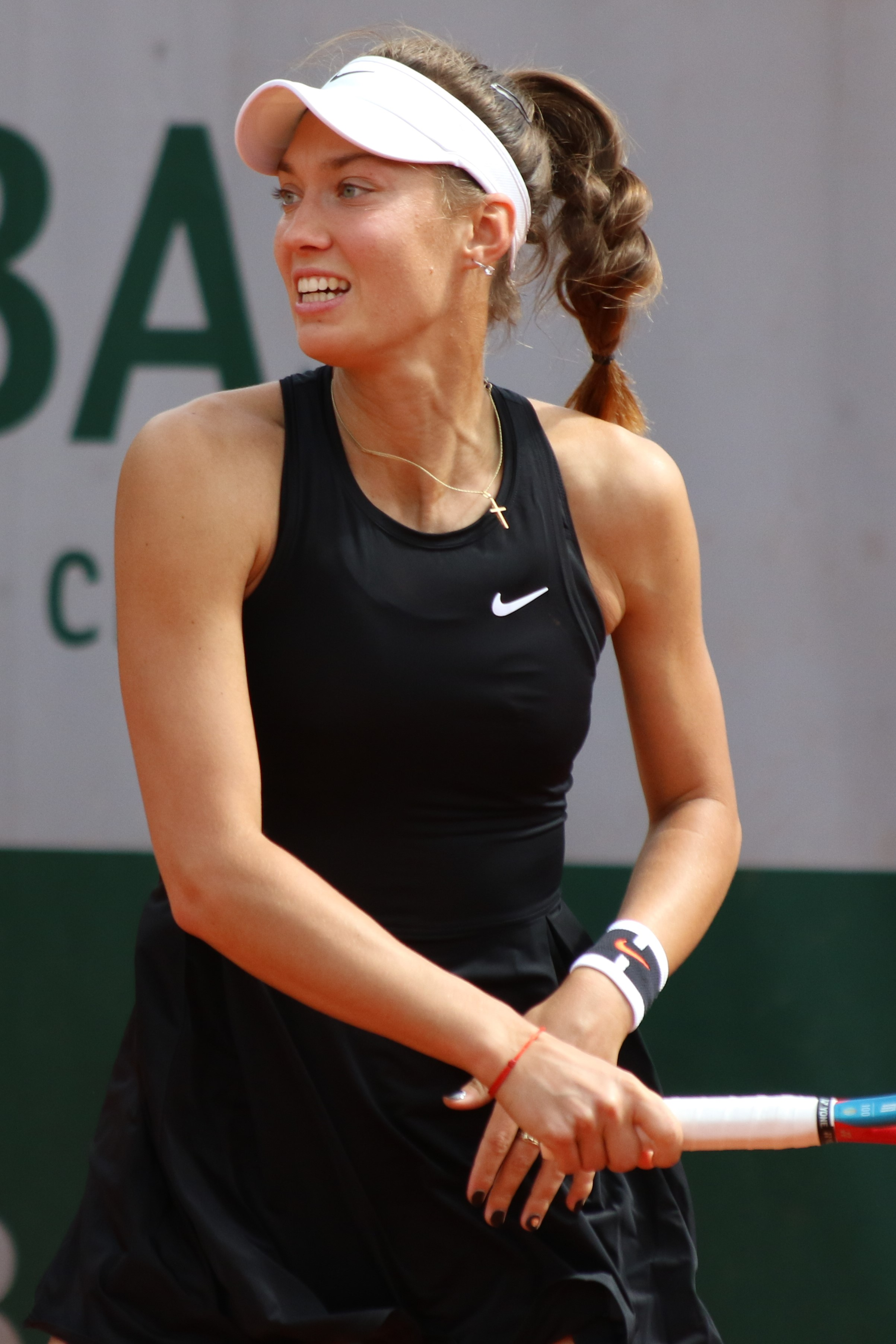
Roland Garros 2022

Tereza Mihalíková (Topoľčany, 2 juni 1998) is een tennisspeelster uit Slowakije. Mihalíková begon op zesjarige leeftijd met tennis. Haar favoriete ondergrond is hardcourt. Zij speelt rechtshandig en heeft een tweehandige backhand. Zij is actief in het internationale tennis sinds 2014.

## Loopbaan
In 2014 bereikte Mihalíková, samen met Wit-Russin Vera Lapko, de finale van het meisjesdubbelspeltoernooi van het US Open, die zij in drie sets verloren.
Begin 2015 won Mihalíková het meisjestoernooi van het Australian Open – in de finale versloeg zij de Britse Katie Swan. Op Wimbledon 2015 verloor zij de meisjesdubbelspelfinale, wederom met Lapko, in twee sets.
In 2016 bereikte zij op het Australian Open weer de finale van het meisjesenkelspeltoernooi, die zij verloor van Vera Lapko. Bij het meisjesdubbelspel won zij de titel, samen met Russin Anna Kalinskaja.
In 2017 kwam Mihalíková met een wildcard in het dubbelspel tot de tweede ronde van het WTA-toernooi van Praag, samen met landgenote Chantal Škamlová.
Mihalíková stond in 2021 voor het eerst in een WTA-finale, op het dubbelspeltoernooi van Bol, samen met de Georgische Ekaterine Gorgodze  – zij verloren van het koppel Aliona Bolsova en Katarzyna Kawa. Vier weken later bereikte zij met Russin Kamilla Rachimova de dubbelspelfinale in Båstad – nu waren Mirjam Björklund en Leonie Küng te sterk. In september won zij dan haar eerste WTA-finale, op het toernooi van Portorož, nu met Russin Anna Kalinskaja aan haar zijde. In december volgde haar tweede titel, in Angers, geflankeerd door de Belgische Greet Minnen. Hierdoor maakte zij haar entrée op de top 100 van de wereldranglijst in het dubbelspel.
Op Roland Garros 2022 had Mihalíková haar grandslamdebuut, samen met de Poolse Katarzyna Kawa. In juli won zij haar derde dubbelspeltitel, op het WTA-toernooi van Contrexéville, met de Noorse Ulrikke Eikeri aan haar zijde. In oktober haakte zij nipt aan bij de mondiale top 50 van het dubbelspel. Later die maand won zij haar vierde dubbelspeltitel, op het WTA-toernooi van Tampico, samen met de Indonesische Aldila Sutjiadi.
Met de Britse Olivia Nicholls aan haar zijde won Mihalíková haar vijfde dubbelspeltitel op het WTA-toernooi van Berlijn 2025.

### Tennis in teamverband
In de periode 2016–2024 kwam Mihalíková uit voor Slowakije op de Fed Cup – zij vergaarde daar een winst/verlies-balans van 7–5.

## Posities op deWTA-ranglijst
Positie per einde seizoen:
| jaar | rang enkelspel | rang dubbelspel |
| ---- | -------------- | --------------- |
| 2015 | 554            | 546             |
| 2016 | 438            | 251             |
| 2017 | 461            | 366             |
| 2018 | 397            | 206             |
| 2019 | 426            | 207             |
| 2020 | 559            | 190             |
| 2021 | 617            | 109             |
| 2022 | 984            | 48              |
| 2023 | 1057           | 54              |
| 2024 | –              | 42              |

## Palmares
| Legenda                 |
| ----------------------- |
| Grandslamtoernooi       |
| Olympische Spelen       |
| Year-End Championships  |
| Premier Mandatory       |
| Premier Five / WTA 1000 |
| Premier / WTA 500       |
| International / WTA 250 |
| Challenger / WTA 125    |

### WTA-finaleplaatsen enkelspel
geen

### WTA-finaleplaatsen vrouwendubbelspel
| nr.              | finale     | toernooi          | ondergrond    | partner            | tegenstandsters                             | score             |         |
| ---------------- | ---------- | ----------------- | ------------- | ------------------ | ------------------------------------------- | ----------------- | ------- |
| gewonnen finales |            |                   |               |                    |                                             |                   |         |
| 1.               | 2021-09-19 | WTA Portorož      | hardcourt     | Anna Kalinskaja    | Aleksandra Krunić Lesley Pattinama-Kerkhove | 4-6, 6-2, [12-10] | details |
| 2.               | 2021-12-12 | WTA Angers        | hardcourt (i) | Greet Minnen       | Monica Niculescu Vera Zvonarjova            | 4-6, 6-1, [10-8]  | details |
| 3.               | 2022-07-10 | WTA Contrexéville | gravel        | Ulrikke Eikeri     | Han Xinyun Aleksandra Panova                | 7-6, 6-2          | details |
| 4.               | 2022-10-29 | WTA Tampico       | hardcourt     | Aldila Sutjiadi    | Ashlyn Krueger Elizabeth Mandlik            | 7-5, 6-2          | details |
| 5.               | 2025-06-22 | WTA Berlijn       | gras          | Olivia Nicholls    | Sara Errani Jasmine Paolini                 | 4-6, 6-2, [10-6]  | details |
| verloren finales |            |                   |               |                    |                                             |                   |         |
| 1.               | 2021-06-12 | WTA Bol           | gravel        | Ekaterine Gorgodze | Aliona Bolsova Katarzyna Kawa               | 1-6, 6-4, [6-10]  | details |
| 2.               | 2021-07-10 | WTA Båstad        | gravel        | Kamilla Rachimova  | Mirjam Björklund Leonie Küng                | 7-5, 3-6, [5-10]  | details |
| 3.               | 2022-09-18 | WTA Portorož      | hardcourt     | Cristina Bucșa     | Marta Kostjoek Tereza Martincová            | 4-6, 0-6          | details |
| 4.               | 2023-06-17 | WTA Rosmalen      | gras          | Viktória Kužmová   | Shuko Aoyama Ena Shibahara                  | 3-6, 3-6          | details |
| 5.               | 2024-02-11 | WTA Cluj-Napoca   | hardcourt (i) | Harriet Dart       | Caty McNally Asia Muhammad                  | 3-6, 4-6          | details |
| 6.               | 2024-03-16 | WTA Charleston    | hardcourt     | Sara Errani        | Olivia Gadecki Olivia Nicholls              | 2-6, 1-6          | details |
| 7.               | 2024-06-16 | WTA Rosmalen      | gras          | Olivia Nicholls    | Ingrid Neel Bibiane Schoofs                 | 6-7, 3-6          | details |
| 8.               | 2025-03-15 | WTA Indian Wells  | hardcourt     | Olivia Nicholls    | Asia Muhammad Demi Schuurs                  | 2-6, 6-7          | details |
| 9.               | 2025-05-17 | WTA Parijs        | gravel        | Olivia Nicholls    | Irina Chromatsjova Fanny Stollár            | 6-4, 6-7, [5-10]  | details |

## Resultaten grandslamtoernooien
| Legenda | Legenda                          |
| ------- | -------------------------------- |
| g.t.    | geen toernooi gehouden           |
| l.c.    | lagere categorie                 |
| –       | niet deelgenomen                 |
| G       | uitgeschakeld in de groepsfase   |
| 1R      | uitgeschakeld in de eerste ronde |
| 2R      | uitgeschakeld in de tweede ronde |
| 3R      | uitgeschakeld in de derde ronde  |
| 4R      | uitgeschakeld in de vierde ronde |
| KF      | uitgeschakeld in de kwartfinale  |
| HF      | uitgeschakeld in de halve finale |
| F       | de finale verloren               |
| W       | het toernooi gewonnen            |
| w-v     | winst/verlies-balans             |

### Enkelspel
geen deelname

### Vrouwendubbelspel
| toernooi        | 2022 | 2023 | 2024 | 2025 |
| --------------- | ---- | ---- | ---- | ---- |
| Australian Open | –    | 3R   | 1R   | 1R   |
| Roland Garros   | 1R   | 1R   | 2R   | 3R   |
| Wimbledon       | 2R   | 3R   | 3R   |      |
| US Open         | 2R   | 1R   | 3R   |      |

### Gemengd dubbelspel
| toernooi        | 2025 |
| --------------- | ---- |
| Australian Open | –    |
| Roland Garros   | 1R   |
| Wimbledon       |      |
| US Open         |      |